# Església de Sant Francesc de Torreblanca
L'església de Sant Francesc de Torreblanca, també coneguda com a ermita de Sant Francesc o església-fortalesa de Sant Francesc és un temple catòlic, actualment dessacralitzat, situat dins el clos antic de la població, acostat a les antigues muralles de la vila, i d'ençà que es construí el Calvari en el segle xviii, n'ha estat part integrant.
En 1982 s'inicia l'expedient de declaració del conjunt —l'església de Sant Francesc, junt la capella del Calvari i el recinte de les estacions—, com a Monument Històric-artístic de caràcter nacional, i el 28 de setembre de 2007 es reconeix el conjunt com Bé d'interès cultural, en la categoria de Monument.

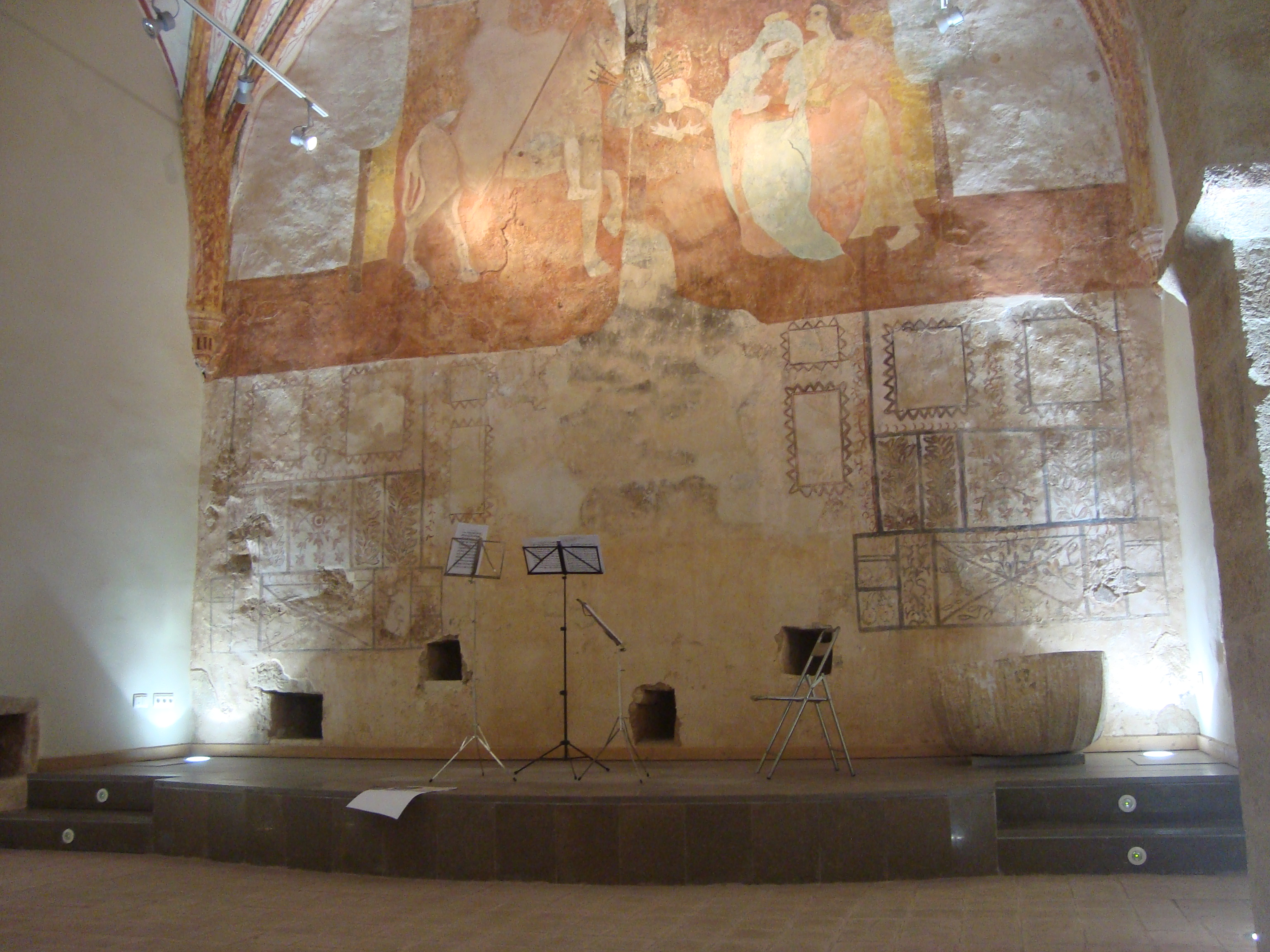
Interior de l'església de Sant Francesc

## Història
Ha estat seu parroquial fins a la construcció de l'església de Sant Bartomeu de Torreblanca, a la part baixa del recinte urbà, en el segle xvii. I fou l'escenari, en 1397, d'un assalt barbaresc on robaren la custòdia, i que provocà un contraatac cristià per recuperar-la.
Edifici construït en el segle xiv, seguint el tipus de les esglésies de conquesta, amb una funcionalitat clarament defensiva, formant un bastió integrat en la muralla en la part alta de la població. Posteriorment se substitueix la coberta de fusta per la volta, el que provocà una major càrrega i la fallida dels arcs, i la necessitat d'afegir murs atalussats. Aquesta reforma es feu a finals del segle xvi, possiblement en 1591, quan la població tornà a créixer amb motiu de la concessió de la carta de poblament de 1576.
Quan es construeix el Calvari, l'església queda integrada en el conjunt, i en l'any 1816 es canvia l'accés, i la porta de mig punt adovellada del costat de l'Epístola queda tapiada, i s'obri una porta als peus de la nau.
S'han realitzat diverses actuacions de conservació del temple, com la rehabilitació de les pintures, o la restauració integral de 2008, amb la reposició del paviment i l'adaptació de la part superior com a sala d'exposicions.

## Arquitectura
Temple d'una sola nau, rectangular, amb arcs faixons diafragmàtics que descansen sobre pilastres, i sense contraforts, que divideixen l'espai en quatre trams. Té capçalera plana, cor alt als peus i sagristia. A l'exterior, tres murs atalussats serveixen de toscs contraforts. La nau i el sotacor estan coberts amb volta de creueria amb tercelets i lligadures, i plementeria de maons, i amb claus senzillament ornades, amb motius vegetals i l'escut de la població.
La sagristia, una sala quadrada adossada a la nau, que connecta, en el costat de l'Epístola, amb la capçalera, sembla ser, per les parets gruixudes i per l'abundància d'espitlleres, el cos inferior d'una torre de defensa.
Els murs són de maçoneria de pedra, menys les obertures i els queixals dels cantons, que són de carreus. El temple es cobreix amb una teulada de dos aiguavessos.
La façana principal, molt senzilla, té una porta amb arc de llinda, una espitllera o petita finestra atrompetada al damunt, i quatre obertures, restes dels merlets defensius, prop de la cornisa. Una petita espadanya, que coronava la façana, desaparegué en les darreres rehabilitacions.
La funcionalitat defensiva del temple es veu en les diverses espitlleres que foraden les parets, la barbacana lateral que protegia l'accés original, els merlets insinuats en la part superior dels murs, i les restes de muralla adossades al temple.